# تراموا دیژون
تراموا دیژون (فرانسوی: Tramway de Dijon‎) سیستم تراموا در شهر دیژون، فرانسه است.
این تراموا که در سال ۲۰۱۲ تأسیس شده دارای ۲ خط، ۳۷ ایستگاه و ۲۰ کیلومتر طول می‌باشد.

## نگارخانه

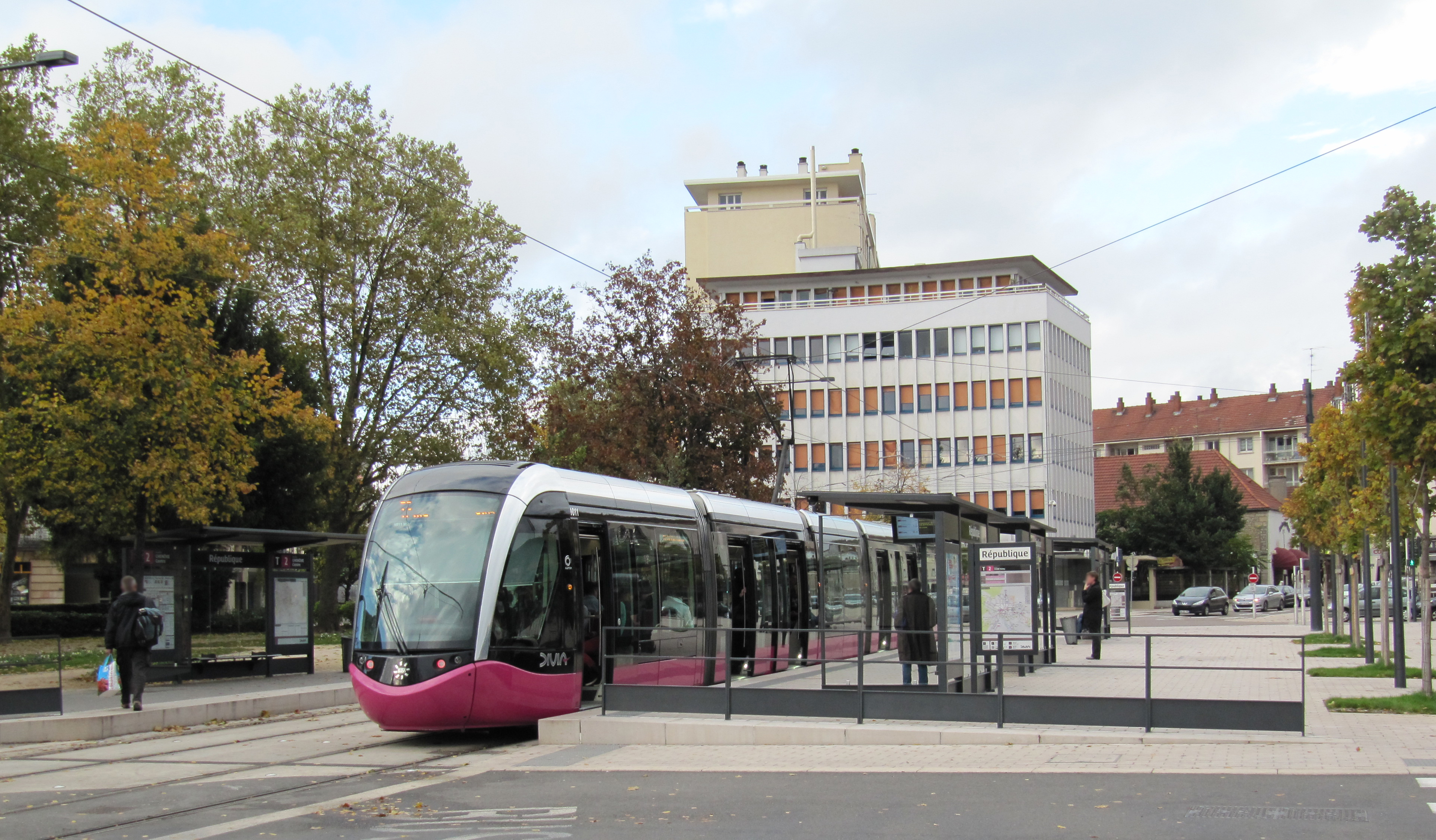
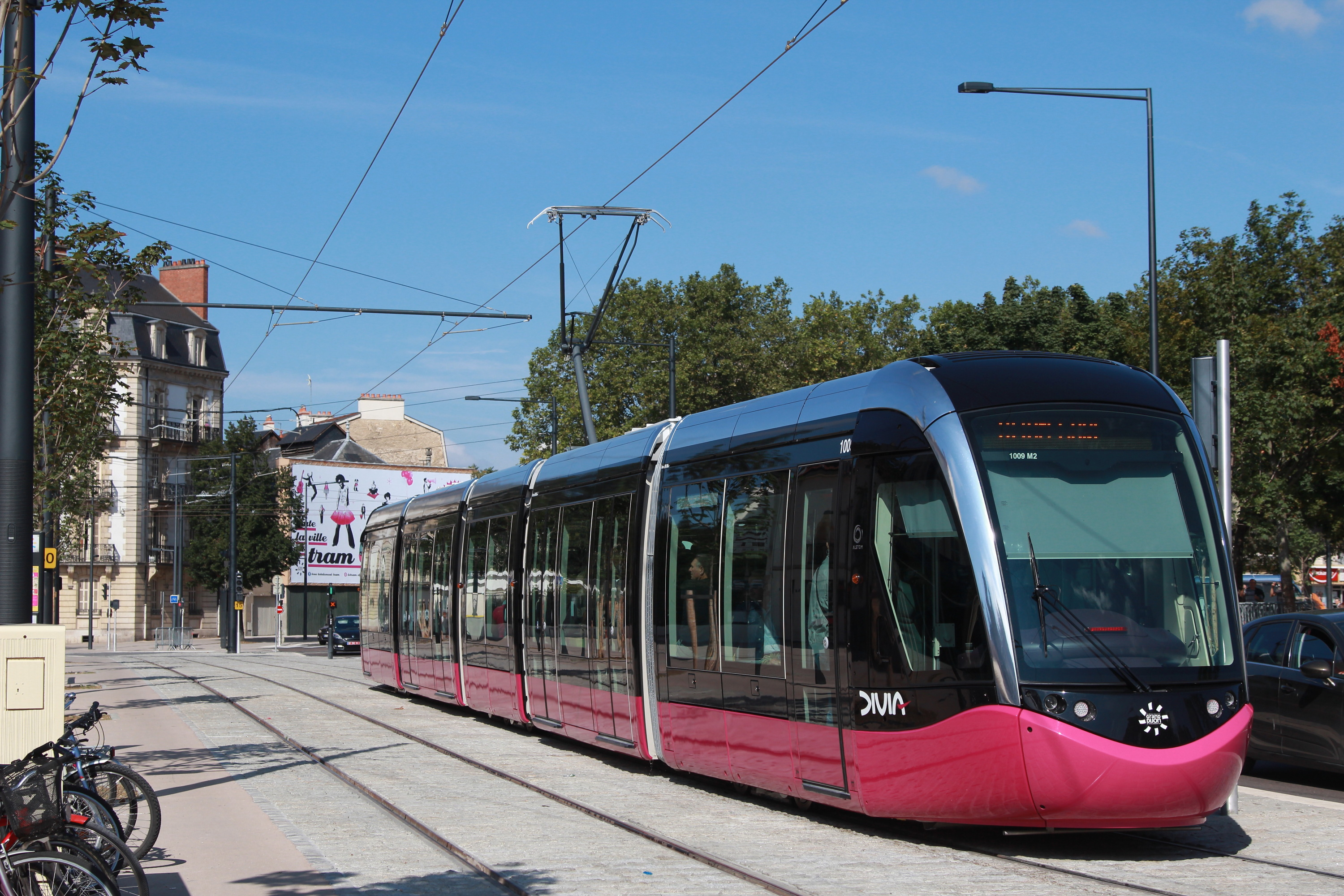